# Przewlekła mózgowo-rdzeniowa niewydolność żylna
Przewlekła mózgowo-rdzeniowa niewydolność żylna (ang. chronic cerebro-spinal venous insufficiency (CCSVI)) – stan, w którym następuje upośledzenie odpływu krwi z ośrodkowego układu nerwowego do żył zarówno wskutek zmniejszenia przepływu krwi, wywołanego zwężeniem naczyń, jak i nieregularnym odwróceniem kierunku przepływu (refluks). Syndrom ten opisał Paolo Zamboni w 2008, który stwierdził, że u osób z tą niewydolnością klinicznie zdefiniowane stwardnienie rozsiane (SM) jest 43 razy częstsze.
Taki związek wspiera znane od dawna występowanie, u chorych na SM, zmian w pobliżu żył, oraz to, że przewlekła niewydolność żylna wywołuje stan zapalny, a za przyczynę zmian w stwardnieniu rozsianym uznaje się atak układu odpornościowego na otoczkę mielinową komórek nerwowych.

## Diagnostyka
Niewydolność wykrywa się USG dopplerowskim. Aby ją zdiagnozować Zamboni zaproponował stwierdzenie dwóch spośród pięciu objawów:
- refluks dłuższy niż 0,88 s w żyłach szyjnych wewnętrznych i/lub kręgowych,
- refluks dłuższy niż 0,5 s w żyłach głębokich mózgu,
- zwężenie w żyłach szyjnych wewnętrznych,
- brak przepływu w żyłach szyjnych wewnętrznych i/lub kręgowych,
- zwiększenie się średnicy żył szyjnych wewnętrznych po zmianie pozycji ciała z leżącej na siedzącą[1].

## Leczenie
Pierwszą próbą leczenia przewlekłej mózgowo-rdzeniowej niewydolności żylnej była angioplastyka u 65 chorych na SM przeprowadzona przez zespół Zamboniego. Efektywność zabiegu oceniono porównując punkty obliczone na podstawie odpowiedzi chorych w kwestionariuszach 54 pytania o jakość życia ze stwardnieniem rozsianym (ang. Multiple Sclerosis Quality of Life 54 Instrument) przed zabiegiem i 1,5 roku po nim z rozróżnieniem zdrowia fizycznego i psychicznego w skali od 0-100:
|                    | Postać nawracająco-remitująca | Postać nawracająco-remitująca | Postać wtórnie postępująca | Postać wtórnie postępująca | Postać pierwotnie postępująca | Postać pierwotnie postępująca |
|                    | przed                         | po                            | przed                      | po                         | przed                         | po                            |
| ------------------ | ----------------------------- | ----------------------------- | -------------------------- | -------------------------- | ----------------------------- | ----------------------------- |
| Zdrowie fizyczne   | 66                            | 84                            | 47                         | 62                         | 53                            | 66                            |
| Zdrowie psychiczne | 61                            | 82                            | 65                         | 70                         | 60                            | 78                            |

Przy czym poprawę zdrowia psychicznego u chorych na postać wtórnie postępującą uznano za statystycznie nieistotną. U 47% chorych po angioplastyce żyły szyjnej wewnętrznej wystąpiło ponowne zwężenie, ryzyko zwężenia po angioplastyce żyły nieparzystej było 16 razy mniejsze. Ocenę skuteczności zabiegu w tych badaniach utrudnia brak próby kontrolnej, która pozwoliłoby porównać efekt zabiegu z uznanymi metodami leczenia, którym także byli poddani pacjenci uczestniczący w tych badaniach.